# 山本克忠
山本 克忠（やまもと かつただ、1907年（明治40年）4月6日 - 1994年（平成6年）12月12日）は、第2代東京都新宿区長。

## 来歴・人物
大阪府生まれ。東京都教育庁総務部長、新宿区教育委員長を経て、1968年に新宿区長就任。以降1991年まで6期23年にわたって区長を務める。当初は官選であり、地方自治法改正により3期目となる1975年から公選となった。1977年と1987年の2回にわたって特別区長会の会長も務めた。新宿の文化事業を推進した。1991年に7選目に挑むも、小野田隆に敗れ落選した。
1994年12月12日18時50分、心肺不全のため87歳で逝去。